# 城寨出來者
《城寨出來者》，是香港一部1982年上映的時裝電影，由錢小豪，高飛等人主演，藍乃才執導，亦是其導演方面的成名作。故事講述一對出身九龍城寨的兄弟之經歷，部分場景在九龍城寨內實地取景。

## 故事大綱
故事講述程家俊（高飛飾）與程家康（錢小豪飾）兄弟自幼隨父親於九龍城寨生活，見盡城寨內的各種罪惡與黃、賭、毒等偏門勾當。他們的父親程元龍（關海山飾）在城寨經營麻雀館，某天被仇家所殺，臨死前囑託黑幫好友將兩子送出城寨。多年後程氏兄弟長大，家俊成為黑幫份子，負責管理舞廳；仍就讀中學的家康成為流氓，終日惹事生非，需兄長為他擺平恩怨。家康的女友張潔貞（廖麗玲飾）是警官張興祥（王龍威飾）之女，興祥得知女兒珠胎暗結後，指使與家康有積怨的黑幫頭目異形（王清飾）襲擊家康，潔貞隨家康逃走時墮樓身亡。興祥更是遷怒於程氏兄弟，強行讓家康染上毒癮，又設計讓家俊入獄。家俊出獄後發現家康已淪落為受盡屈辱的癮君子，家康在兄長面前進行了一場真人性愛表演後羞愧自殺，沒法拯救弟弟的家俊悲憤交集，前往報仇。

## 演員表
| 演員   | 角色           | 簡介 |
| ------ | -------------- | --- |
| 錢小豪 | 程家康（青年） | 程家俊之弟，童年與家康在城寨生活，父親死後離開城寨。長大後（中學時期）成為好勇鬥狠，惹事生非的流氓。                             |
| 高飛   | 程家俊（成年） | 程家俊之兄，童年與家俊在城寨生活，父親死後離開城寨。長大後成為黑幫份子，負責管理舞廳，性格穩重。                                 |
| 關海山 | 程元龍         | 程氏兄弟之父，在城寨經營偏門行業麻雀館，重義氣，在兩子童年時被仇家道友全所殺。                                                   |
| 王龍威 | 張興祥         | 常與黑幫打交道，濫用職權的警官。本與程家俊關係良好，但因女兒被程家康連累而死，遷怒於程氏兄弟，設計陷害他們。                     |
| 廖麗玲 | 張潔貞         | 張興祥之女，中學生，與程家康相戀，懷有其骨肉。與家康逃避仇家異形時墮樓身亡。                                                     |
| 王清   | 異形           | 黑幫頭目，與程家康結怨，後被張興祥指使襲擊家康。                                                                                 |
| 梁鴻華 | 道友全         | 癮君子，為了賺錢威逼妻子與自己當眾進行性愛表演。被程元龍當眾斥責後心生不忿，刺殺元龍，隨即被還是小學生的程氏兄弟報復，活活打死。 |
| 蘇杏璇 | 祥妻           | 張興祥之妻，張潔貞之母。 |

## 製作
九龍城寨是位於香港九龍城的一個區域，基於其特殊的歷史原因，港英政府對該地沒有管轄權，令該地逐漸發展成無政府狀態社區，通常被視作黑幫與偏門行業活躍、罪惡溫床，常被稱為「三不管」地帶。在九龍城寨實地取景的電影聊聊可數，本片是其中之一。
1980年代初，香港老牌電影公司邵氏兄弟在電影新浪潮下尋求突破，提拔了一些新晉導演嘗試不同類型的作品，本片導演藍乃才即為其中之一。藍乃才是電影攝影師出身，已效力邵氏多年，他的導演事業起步於1981年與李修賢聯行執導的《單程路》。本片《城寨出來者》是藍乃才首部個人執導的電影，他亦同時兼任攝影師。雖然風格寫實的本片被視為藍乃才的成名作，但後來他的作品以採用特效拍攝的邪典電影為主。
據藍乃才自述，他某天乘車途經九龍城寨外時，觸發了關於本片故事的靈感；據他解釋，一般人將九龍城案視作不屬於香港的法外之地，但他希望在片中表達，出身城寨的主角兩兄弟，只是從城寨這個小「煙灰缸」（比喻罪惡溫床），進入香港社會這個更大的「煙灰缸」。按香港版本的資訊，名義上的編劇是邵氏編劇組，藍乃才表示有撰寫劇本，實際參與者也包括梁鴻華，他同時亦在本片客串演出一角。台灣版本則將蕭若元列為編劇。
從構思至整個製作過程歷時8個月，據當時新聞報道，開鏡拍攝則於1982年2月中旬至5月中旬進行；據邵氏製片人黃家禧憶述，拍攝期是1月至5月，實際拍攝了34個工作天，製作費約港幣128萬元。本片走寫實路線，甚多在市區實景拍攝的場景。有關九龍城寨的情節，亦在該地實景拍攝共8天，事前獲得李修賢及王鍾協助，通過他們的人脈關係安排進入該地，拍攝期間李修賢每日親自到場坐陣（一說李修賢曾任本片監製，邵氏官方期刊《南國電影》亦曾記載李修賢及王鍾為本片幕後人員）。武打演員王龍威透露拍攝期間曾受到挑釁，有動武的衝動。
主要演員高飛曾是邵氏旗下武打演員，離開九年後他回到邵氏，先在電影《大旗英雄傳》中客串演出，不久後便主演本片，並於拍罷後再與邵氏簽下兩年合約，同年7月正式生效。
來自台灣的演員廖麗玲是片中戲份最重的女角，她拍攝時多次受傷，曾因額頭受傷而住院。導演藍乃才亦曾因腿部受傷而住院。

## 宣傳與發行
本片的香港版平面廣告，有一句宣傳標語：「你無膽入城寨，要有膽睇城寨」，被認為用詞敏感。
在香港，本片於1982年8月29日的午夜場先行試映。1982年9月1日至14日在邵氏院線正式上映，票房為港幣4,040,050元。
在台灣，本片於1983年登記，新聞局編號為2650。1983年11月上映。

## 評論
當時《電影雙周刊》的影評均從本片是邵氏作品此一性質出發。當時一些觀眾開始崇尚外國留學歸來的新浪潮導演，對於邵氏舊有的片場式製作模式有所嫌棄，影評人張九及葉鼎均認同本片超越了對邵氏作品的一般期望。張九指出本片故事是一般通俗劇格局，偏向煽情，但編劇與導演在不少地方都用心鋪陳，亦稱讚高飛與錢小豪的演技彌補了角色塑造上的不足之處，高飛的表現尤其讓他驚喜；他又指在城寨拍攝的部分展現了很多細節，開首講述童年的程氏兄弟與軍裝警員從城寨外追逐至城寨內的一幕，顯示出城寨內外街景強烈的對比。葉鼎舉出程家俊面對自殺垂危的弟弟，以口對口呼吸試圖為他急救的一幕，認為此幕十分寫實，真情流露，但他觀察當時戲院觀眾的反應，卻有人稱之噁心，反映本片雖有突破性，卻不符邵氏院線觀眾的舊有口味；葉鼎又指出當時報章的影評多把本片與《舞廳》、《賊性》相提並論，但他認為本片的細緻程度遠超該兩片，可與同年焦點作品《邊緣人》比較，他婉惜藍乃才出身邵氏片場，並非留學歸來的導演，因而被看輕，亦影響了票房。然而，張九及葉鼎對程家康墮落情節的看法大相逕庭，葉鼎認為程家康長大後吸毒、真人性愛表演等情節，均是回應其童年在城寨見聞的情節，並對這種聯繫作出了「有條有理」等正面評價；張九則認為當中看不出因果關係，他反對片中所表達的「命運訊息」，認為程家康被害主要是其個性引起，其城寨經驗並非必要的情節。
對於本片描述的1960年代（主角童年）九龍城寨狀況，當時麗的電視（邵氏的姊妹公司無綫電視之競爭對手）的新聞節目曾報道九龍城寨街坊會（該地自治組織）對此表示不滿，街坊會中人認為1980年代的城寨狀況跟60年代相差甚大，本片內容會影響城寨形象。

## 外部連結
- 香港影庫上《城寨出來者》的資料（繁體中文）
- 互联网电影数据库（IMDb）上《城寨出來者》的资料（英文）
- 豆瓣电影上《城寨出來者》的資料 （简体中文）